# Fjodor Sztyepanovics Rokotov
Fjodor Sztyepanovics Rokotov (oroszul: Фёдор Степанович Рокотов;  Voroncovo falu, ma Moszkva része, 1736. körül – Moszkva, 1808. december 24.) orosz arcképfestő rokokó és klasszicista stílusban.

## Életpályája
Jobbágy családban született egy faluban, Voroncovóban (ma már Moszkva része). Rajzkészségére és festői tehetségére Ivan Ivanovics Suvalov gróf figyelt fel, s taníttatta a szentpétervári Művészeti Akadémián, ahol Ivan Argunov portréfestő volt a mestere. A rokokó stílusba nőtt bele, reprezentatív képeit rokokó stílusban festette, 1765-ben nagy sikert aratott Vénusz és Ámor című képével. 1766-ban Moszkvába került, s ott vált sikeres és keresett arcképfestővé. 
Jeles államférfiakat és családtagjaikat örökítette meg, s írókat, költőket is, s természetesen egyszerű, kevésbé ismert vagy ismeretlen embereket. A klasszicista stílusú portréfestés is nagyszerűen ment neki. Nagy érdeme az orosz történelmi arcképcsarnok gyarapítása, másrészt a művelt orosz társadalmi réteg ízlésének tükrözése. Az 1770-es években letéti portré-sorozatot festett a moszkvai Árvaházi Kuratórium részére, a befolyt összeg az Árvaház finanszírozását szolgálta.
Életrajzírói szerint szerette az alkoholt, 1808-ban érte a halál Moszkvában, a Novoszpasszkiji kolostor temetőjében helyezték örök nyugalomra.

## Emlékezete
Moszkva délnyugati részén utcát neveztek el róla.
2010-ben munkásságának tiszteletére emlékbélyegeket bocsátottak ki Moszkvában az ő portréival, az egyik Dmitrij Mihajlovics Golicin (1721-1793) herceget ábrázolja, a másik Jekatyerina Alekszejevna Muszina-Puskina (1754-1829) grófnét.

## Képei (válogatás)
- III. Péter orosz cár (1762)
- II. Katalin orosz cárnő (1763)
- V. I. Majkov költő (1765)
- Ismeretlen nő rózsaszín ruhában (1770)
- Ismeretlen nő sárgában (1770-es évek)
- Ismeretlen férfi háromszögletű kalapban (1770-es évek)
- Mezítelen kislány (1780-as évek)
- Ismeretlen nő fehér sapkában (1790-es évek)

## Galéria

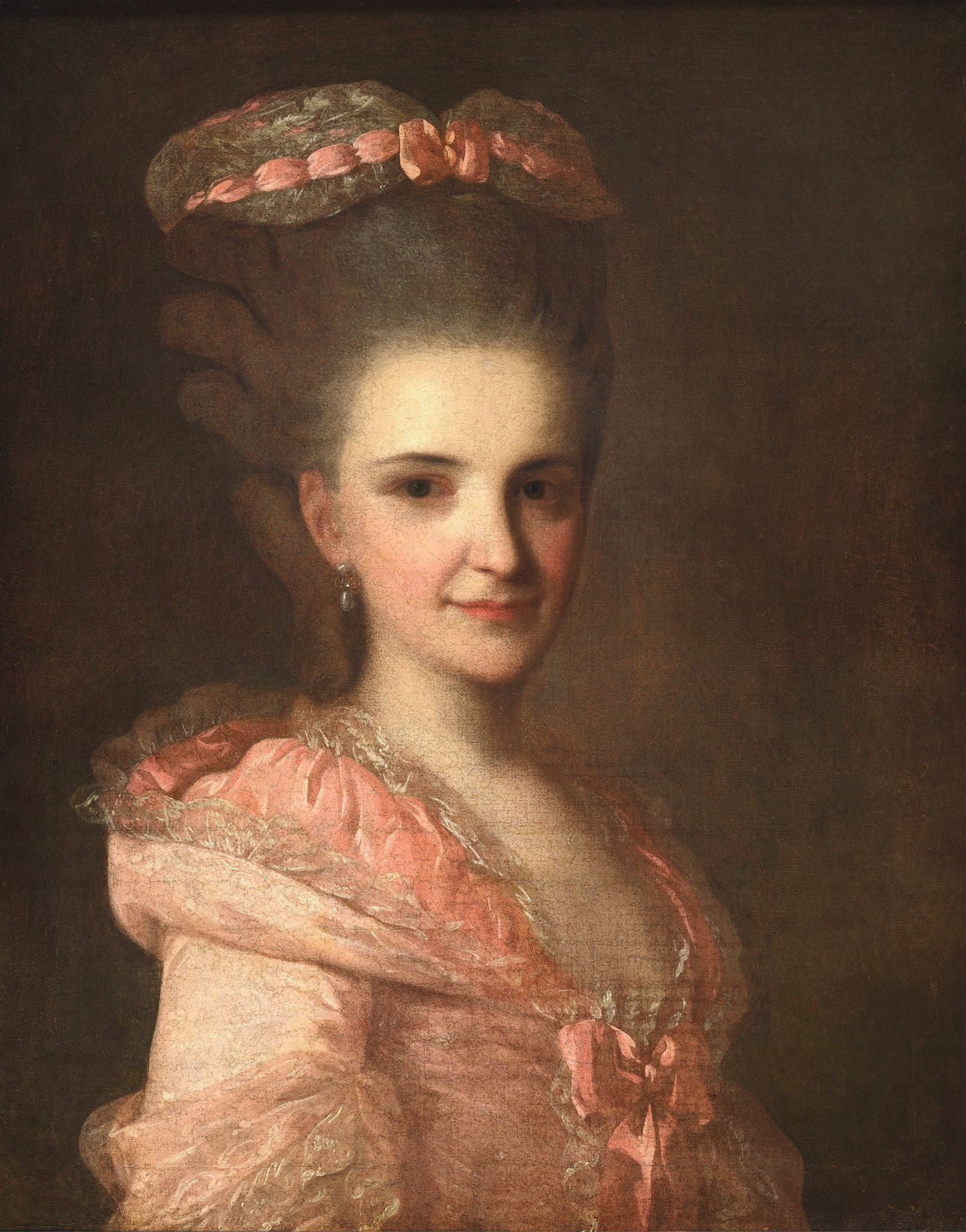
Ismeretlen nő rózsaszín ruhában (1770)
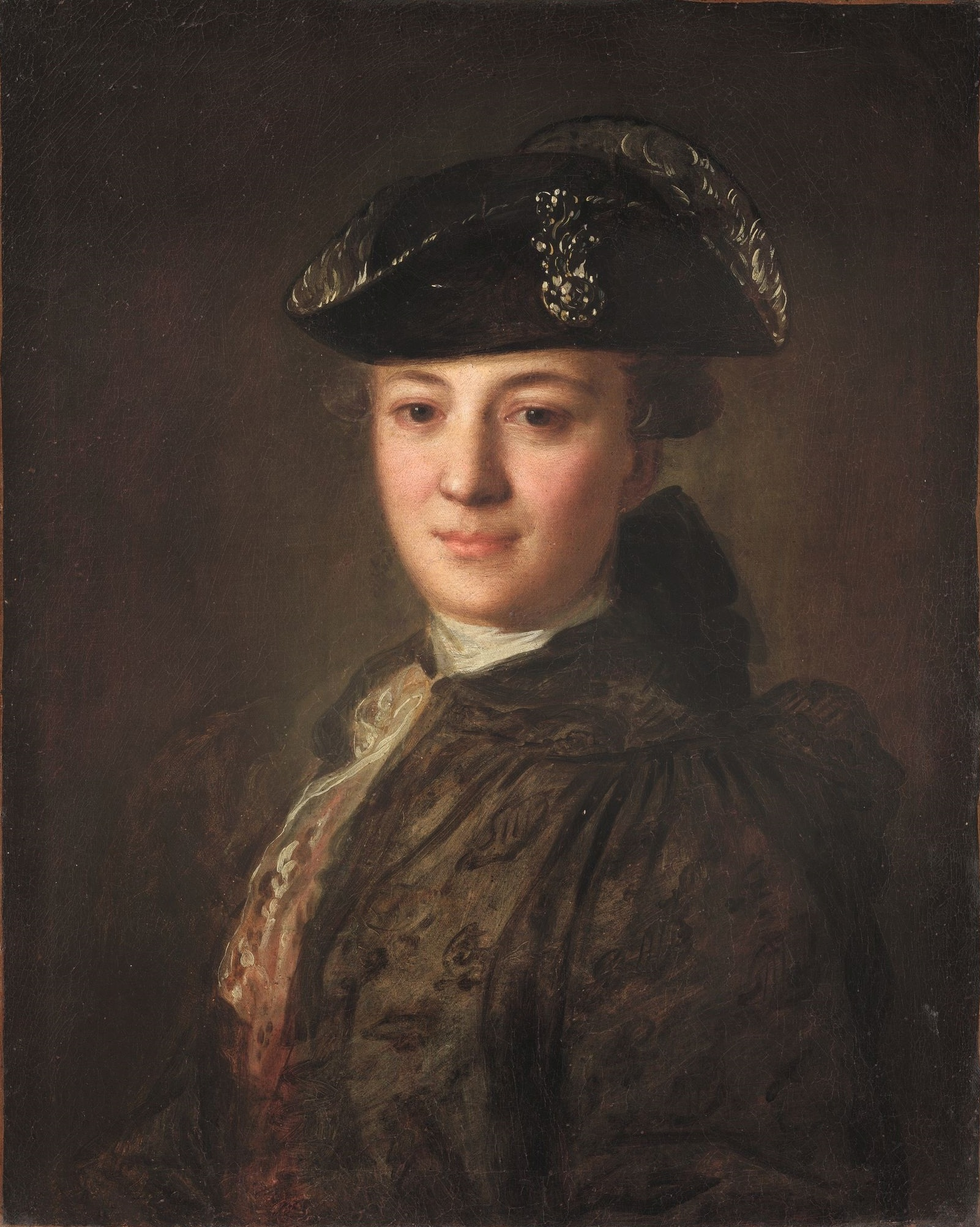
Ismeretlen férfi portréja háromszögletű kalapban (1770-es évek)
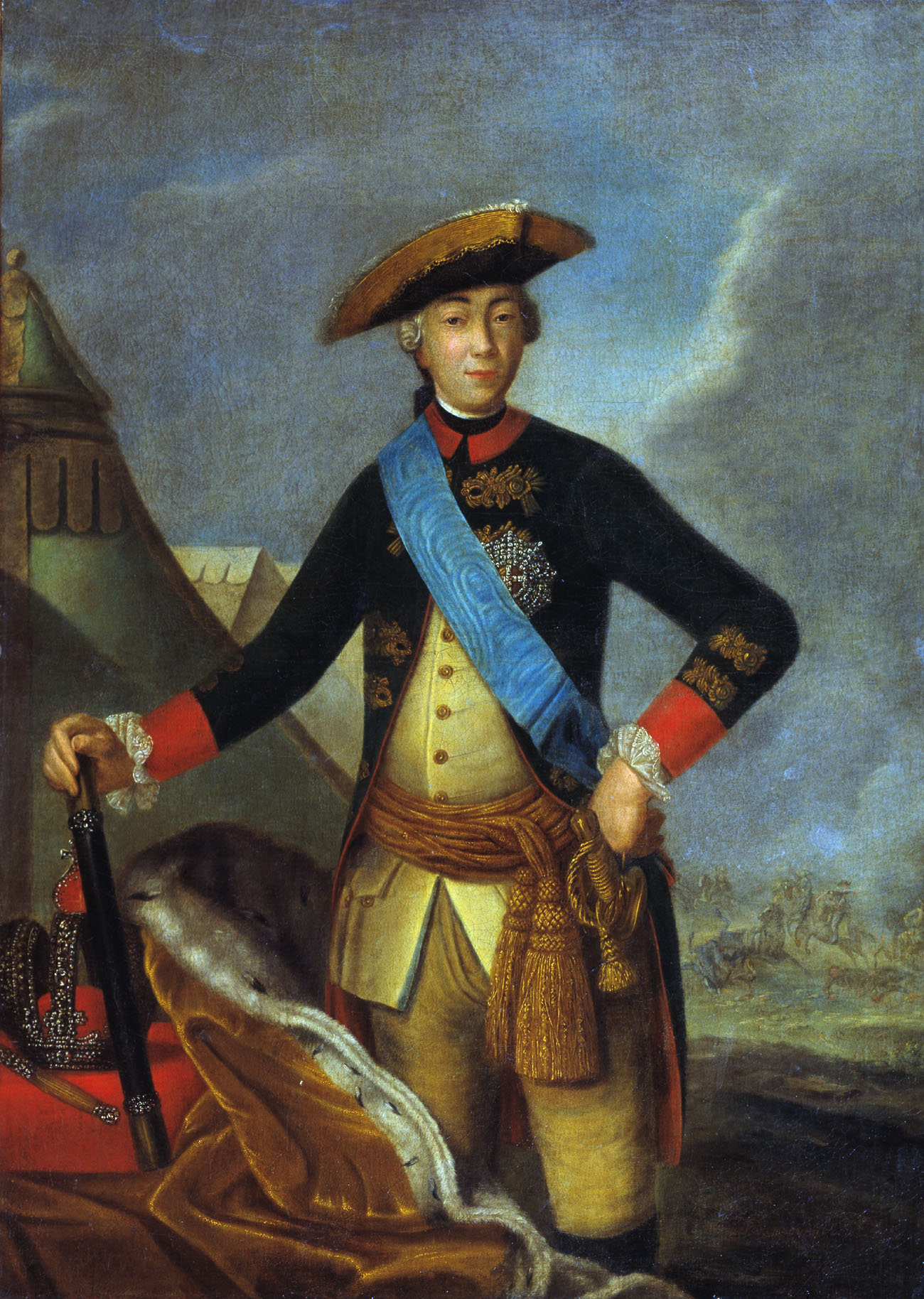
III. Péter orosz cár (1762)
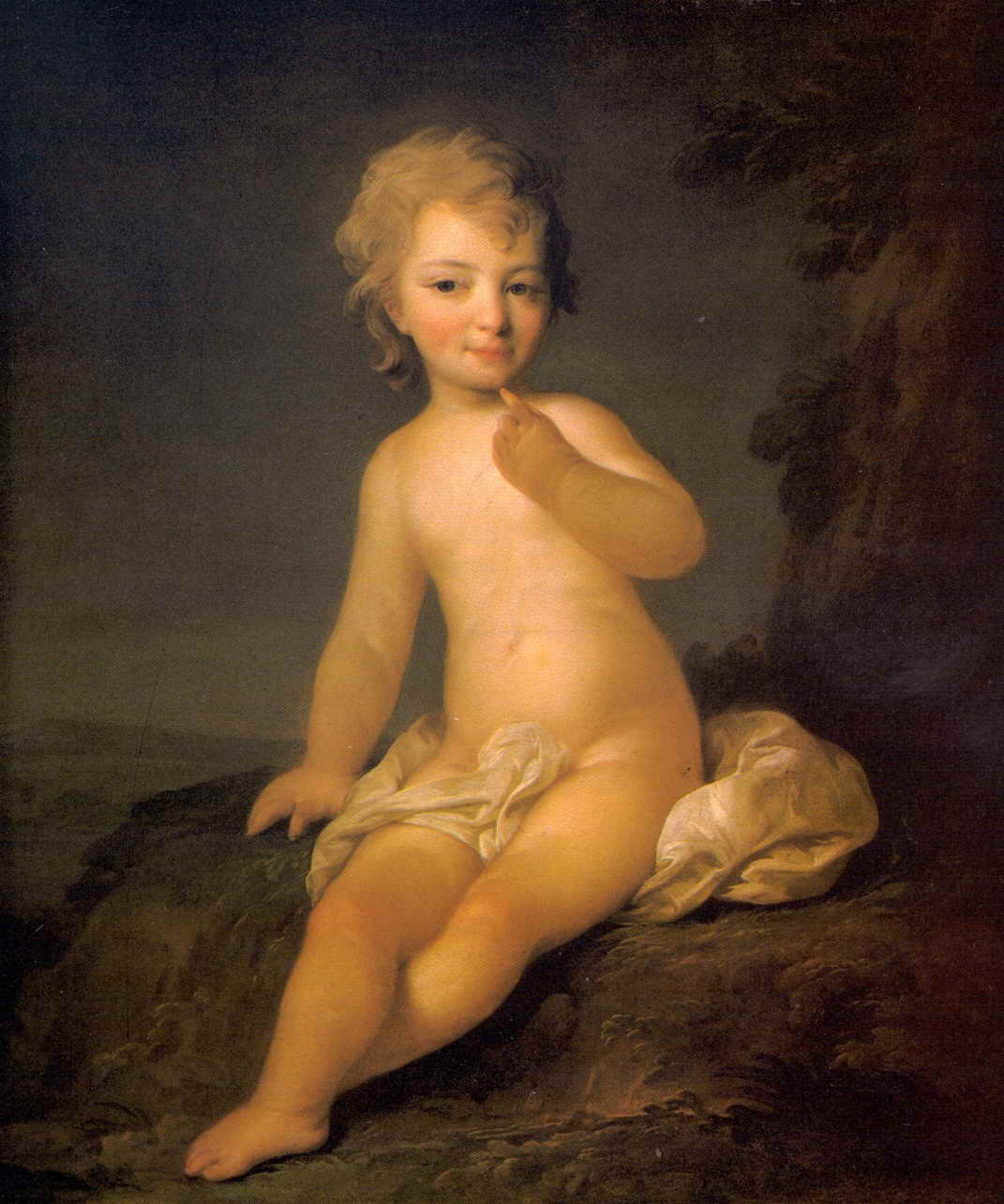
Mezítelen kislány (1780-as évek)
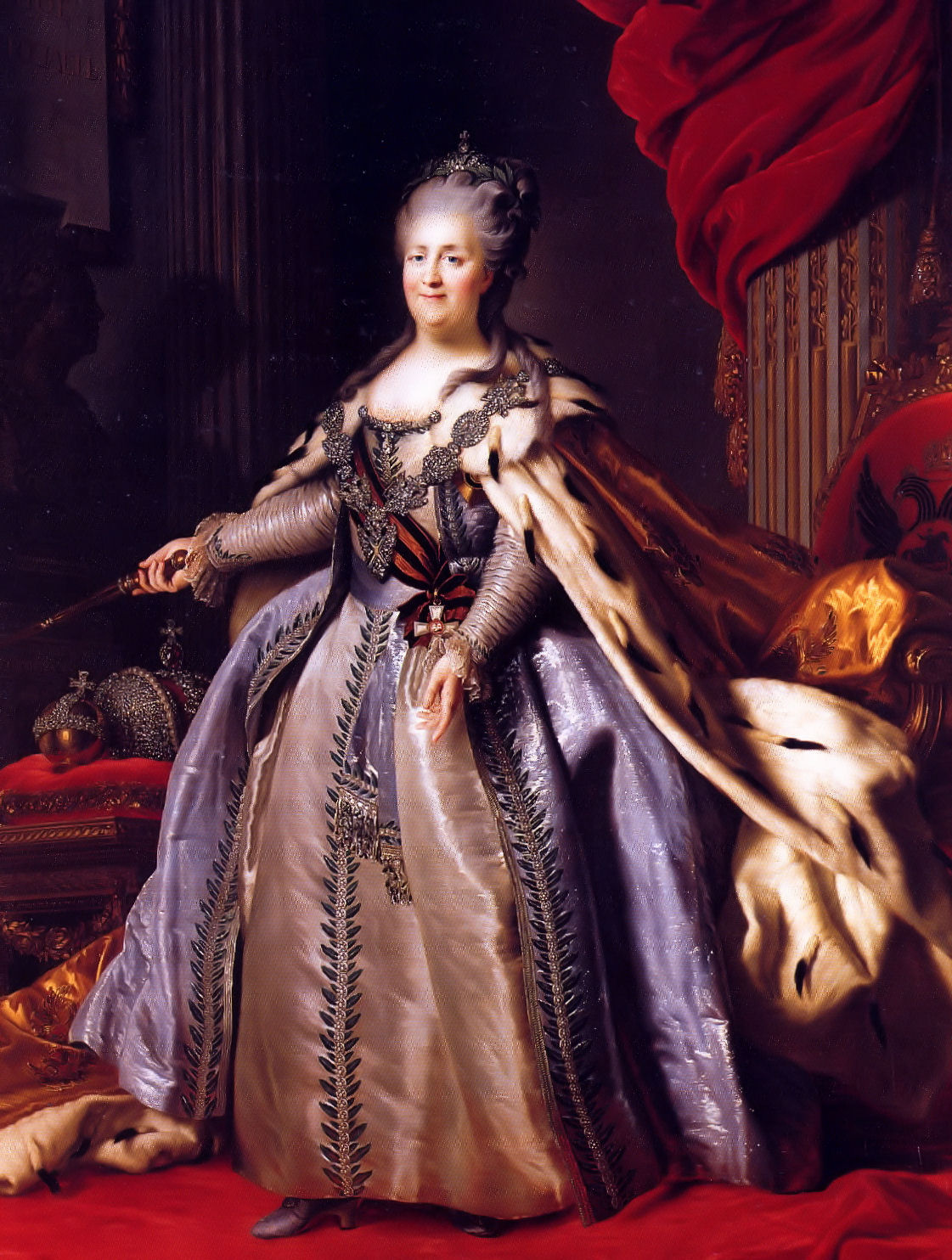
II. Katalin orosz cárnő (1762)